# 6.8mm 레밍턴 SPC

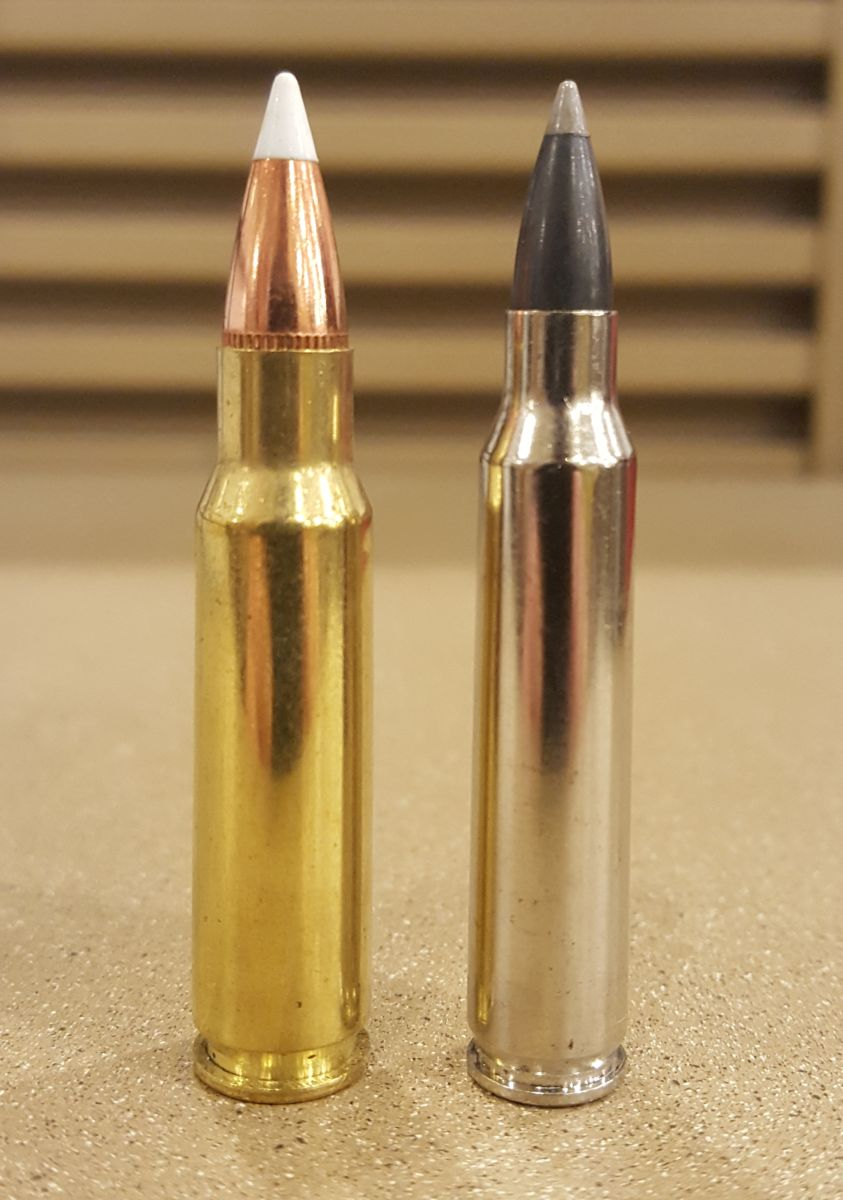
6.8 SPC (왼쪽), 5.56 × 45 mm NATO (오른쪽)

6.8mm 레밍턴 특수 목적 탄약(6.8 SPC, 6.8 SPC II 또는 6.8×43mm)은 레밍턴 암스가 미국 육군 사격부대와 미국 특수작전사령부 소속 대원들과 협력하여 단총열 소총(SBR)과 카빈에서 5.56 × 45 mm NATO 탄약을 대체할 가능성을 목표로 개발한 림이 없는 병목형 중간 소총 탄약통이다. .30 레밍턴 탄약을 기반으로 하며, 5.56 × 45 mm NATO와 7.62 × 51 mm NATO의 중간 구경을 가진다. .270 윈체스터 사냥용 탄약과 같은 구경의 탄환(보통 질량은 다름)을 사용한다.

## 개발
6.8 SPC는 현재 모든 북대서양 조약 기구 동맹국의 군대에서 사용 중인 5.56 × 45 mm NATO 탄약의 종단 탄도학적 결함을 해결하기 위해 설계되었다. 이 탄약은 향상된 소총 탄약 프로그램의 결과였다. 6.8 SPC(6.8×43mm)는 처음에는 스티브 홀랜드 상사와 미국 육군 사격부대 총포 장인인 크리스 머레이가 개발했으며, M16 계열의 제식 소총에서 탄창 용량의 최소한의 손실과 반동의 무시할 만한 증가로 5.56 NATO/.223 레밍턴보다 우수한 사거리 치명성을 제공하기 위해 개발되었다.
이 프로그램은 .30 레밍턴 탄피를 사용하여 설계를 시작했으며, 현재 미군이 사용 중인 M16 소총 계열 소총과 카빈의 탄창 삽입구에 들어갈 수 있도록 길이를 조절했다.
.30 레밍턴 모 탄피를 사용하여 다양한 구경의 탄환을 비교하는 시험에서 홀랜드와 머레이는 6.5mm 구경 탄환이 수십 년간의 미국 육군 외부 및 종말 탄도 시험 데이터를 통해 최고의 정확성과 관통력을 보였지만, 7mm 탄환이 최고의 종말 성능을 보였다는 것을 확인했다. 탄약통, 장약, 탄환의 조합은 7.62×39mm 및 5.45 x 39 mm 소련 탄약을 쉽게 능가했으며, 새로운 탄약의 총구 속도는 7.62 x 39보다 약 61 m/s (200 ft/s) 더 빠른 것으로 나타났다.
6.8mm 레밍턴 SPC는 M16A4가 소총 구성에서 현재의 M4 카빈으로 변경된 후 5.56 NATO의 성능 저하로 인해 단총열 CQB 소총에서 더 나은 성능을 발휘하도록 설계되었다. 6.8 SPC는 100–300 m (330–980 ft)에서 5.56mm NATO(M4 구성)보다 44% 더 많은 에너지를 전달한다. 6.8mm SPC는 7.62×51mm NATO 탄약과 탄도학적으로 동등하지는 않지만, 반동이 적고 속사 시 더 제어하기 쉽다고 하며, 더 가벼워서 운용자가 더 큰 구경의 탄약보다 더 많은 탄약을 휴대할 수 있도록 한다. 6.8mm는 7.5-그램 (115 gr) 탄환으로 약 2,385 J (1,759 ft·lbf)의 총구 에너지를 생성한다. 이에 비해 6.8mm가 대체하도록 설계된 5.56×45mm 탄약은 4.0 g (62 gr) 탄환으로 약 1,796 J (1,325 ft·lbf)의 에너지를 생성하여 6.8mm가 5.56mm에 비해 588 J (434 ft·lbf)의 종말 탄도학적 이점을 가진다.
이 탄약의 수수께끼 같은 특징 중 하나는 표준 소총 길이(보통 41 cm (16 in))보다 짧은 카빈 길이 소총용으로 설계되었다는 점이다. 이 탄약은 표준 410 mm (16 in) 총열을 넘어 25mm 총열 길이마다 약 7.6–10.7 m/s (25–35 ft/s)만 속도가 증가하며(다른 조건이 동일할 때), 총열 길이가 약 560–610 mm (22–24 in)까지 정확도의 증감은 없다. 또한 410 mm (16 in) 미만의 총열을 가진 소총에서도 잘 작동한다. 최근 개발(2008~2012년)에서는 탄약 제조업체 실버 스테이트 아머리(SSA)와 몇몇 맞춤형 소총 제작자가 올바른 약실 및 총열 사양을 사용하고 설계함으로써 6.8 SPC의 성능이 약 61 to 91 m/s (200 to 300 ft/s) 증가했다. 6.8mm 레밍턴 SPC 탄약은 제조업체와 장약에 따라 16.8 and 17.6 그램 (259 and 272 gr) 사이의 무게가 나간다. 또한, 최근에는 LWRC, 맥풀 및 얼라이언트 테크시스템스(ATK)가 새로운 6.8 SPC용 AR-15를 도입하여 전용 6.8 맥풀 P-탄창과 총 탄약 길이가 5.9 cm (2.32 in)이 가능하게 했다. "Six8"로 알려진 개인 방어 무기(PDW)는 1:250 mm (10 in) 총열 회전의 SPC II이며 현재의 모든 6.8 SPC 공장 탄약을 사용할 수 있다.

### 610-밀리미터 (24in)총열에서의 총구 속도
| 7.1-그램 (110 gr) 노슬러 아큐본드                | 870 m/s (2,840 ft/s) – 실버 스테이트 아머리 (SSA)      |
| 7.5-그램 (115 gr) OTM                            | 850 m/s (2,800 ft/s) – 레밍턴 프리미어 매치            |
| 5.5-그램 (85 gr) 노슬러 E-팁                     | 940 m/s (3,100 ft/s) – SSA                             |
| 5.8-그램 (90 gr) 노슬러 BSB                      | 910 m/s (2,980 ft/s) – SSA                             |
| 7.1-그램 (110 gr) 호나디 BTHP TAP                | 820 m/s (2,700 ft/s) – 호나디 법 집행 "전술" 공장 장약 |
| 7.5-그램 (115 gr) OTM (FMJ)                      | 831 m/s (2,725 ft/s) – SSA                             |
| 7.5-그램 (115 gr) 보트 테일 할로우 포인트 (BTHP) | 850 m/s (2,800 ft/s)                                   |
| 7.5-그램 (115 gr) 시에라 매치 킹 (SMK)           | 850 m/s (2,800 ft/s)                                   |
| 7.1-그램 (110 gr) 호나디 V-MAX                   | 850 m/s (2,800 ft/s)                                   |
| 7.1-그램 (110 gr) SCHP                           | 850 m/s (2,800 ft/s) – SSA "전투" 공장 장약            |
| 7.1-그램 (110 gr) BTHP OTM & 바네스 TSX          | 840 m/s (2,750 ft/s) – 윌슨 "전투" 공장 장약           |
| 5.5-그램 (85 gr) 바네스 TSX                      | 970 m/s (3,180 ft/s) – SSA "전술" 공장 장약            |
| 5.8-그램 (90 gr) 스피어 골드 닷                  | 930 m/s (3,050 ft/s) – 페더럴(ATK) "전술/군용" 장약    |

### 510-밀리미터 (20in)총열에서의 총구 속도
| 7.1-그램 (110 gr) 노슬러 아큐본드        | 850 m/s (2,800 ft/s)- 실버 스테이트 아머리 (SSA) |
| 7.5-그램 (115 gr) OTM                    | 820 m/s (2,700 ft/s)- 레밍턴 프리미어 매치       |
| 6.2-그램 (95 gr) 바네스 TTSX             | 880 m/s (2,880 ft/s) – 더블탭                    |
| 5.8-그램 (90 gr) 본디드 디펜스 JSP       | 910 m/s (2,980 ft/s) – 더블탭                    |
| 6.5-그램 (100 gr) 노슬러 아큐본드        | 855 m/s (2,805 ft/s) – 더블탭                    |
| 7.1-그램 (110 gr) 노슬러 아큐본드        | 830 m/s (2,710 ft/s) – 더블탭                    |
| 7.5-그램 (115 gr) 풀 메탈 재킷 보트 테일 | 806 m/s (2,645 ft/s) – 더블탭                    |
| 5.8-그램 (90 gr) 스피어 TNT              | 910 m/s (2,980 ft/s)- SSA                        |

### 410-밀리미터 (16in)총열에서의 총구 속도
| 7.1-그램 (110 gr) 노슬러 아큐본드       | 820 m/s (2,700 ft/s)- 실버 스테이트 아머리 (SSA)       |
| 7.5-그램 (115 gr) OTM                   | 800 m/s (2,625 ft/s)- 레밍턴 프리미어 매치             |
| 5.5-그램 (85 gr) 바네스 TSX             | 920 m/s (3,030 ft/s) – SSA                             |
| 5.5-그램 (85 gr) 노슬러 E-팁            | 900 m/s (2,950 ft/s) – SSA                             |
| 5.8-그램 (90 gr) 노슬러 BSB             | 870 m/s (2,840 ft/s) – SSA                             |
| 7.1-그램 (110 gr) 호나디 V-MAX          | 810 m/s (2,650 ft/s)                                   |
| 7.5-그램 (115 gr) 시에라 매치 킹 (SMK)  | 810 m/s (2,650 ft/s)                                   |
| 7.5-그램 (115 gr) OTM (FMJ)             | 785 m/s (2,575 ft/s) – SSA                             |
| 5.5-그램 (85 gr) 바네스 TSX             | 940 m/s (3,070 ft/s) – SSA "전술" 공장 장약            |
| 5.8-그램 (90 gr) 스피어 골드 닷         | 880 m/s (2,900 ft/s)- 페더럴(ATK) "전술/군용" 장약     |
| 6.2-그램 (95 gr) 바네스 TTSX            | 790 m/s (2,600 ft/s) – 윌슨 컴뱃 공장 장약             |
| 7.1-그램 (110 gr) SCHP                  | 810 m/s (2,650 ft/s) – SSA "전투" 공장 장약            |
| 7.1-그램 (110 gr) 호나디 BTHP TAP       | 780 m/s (2,550 ft/s) – 호나디 법 집행 "전술" 공장 장약 |
| 7.1-그램 (110 gr) BTHP OTM & 바네스 TSX | 790 m/s (2,600 ft/s) – 윌슨 "전투" 공장 장약           |
| 9.1-그램 (140 gr) 베르거 VLD            | 732 m/s (2,401 ft/s) – SSA 공장 장약. (단종됨)         |

### 다른 군용 구경과의 비교
| 탄약                              | 총구 속도            | 180 m (200 yd) 낙하 | 180 m (200 yd) 속도  | 370 m (400 yd) 낙하 | 370 m (400 yd) 속도  |
| --------------------------------- | -------------------- | ------------------- | -------------------- | ------------------- | -------------------- |
| 5.56×45mm 3.6 g (55 gr) M193      | 937 m/s (3,073 ft/s) | 56 mm (2.2 in)      | 717 m/s (2,353 ft/s) | 710 mm (27.8 in)    | 531 m/s (1,743 ft/s) |
| 5.56×45mm 5.0 g (77 gr) OTM       | 817 m/s (2,679 ft/s) | 84 mm (3.3 in)      | 675 m/s (2,216 ft/s) | 830 mm (32.7 in)    | 550 m/s (1,810 ft/s) |
| 6.8×43mm SPC 7.5 g (115 gr) SMK   | 810 m/s (2,650 ft/s) | 89 mm (3.5 in)      | 653 m/s (2,143 ft/s) | 900 mm (35.4 in)    | 511 m/s (1,677 ft/s) |
| 6.8×43mm SPC 7.1 g (110 gr) V-MAX | 810 m/s (2,650 ft/s) | 84 mm (3.3 in)      | 673 m/s (2,208 ft/s) | 790 mm (31.1 in)    | 552 m/s (1,811 ft/s) |
| 7.62×39mm                         | 700 m/s (2,300 ft/s) | 84 mm (3.3 in)      | 545 m/s (1,787 ft/s) | 1,370 mm (53.8 in)  | 404 m/s (1,324 ft/s) |
| 7.62×51mm 10.9 g (168 gr) SMK     | 790 m/s (2,600 ft/s) | 86 mm (3.4 in)      | 681 m/s (2,235 ft/s) | 820 mm (32.3 in)    | 576 m/s (1,891 ft/s) |

91 m (100 yd) 영점 조절 및 해수면에서 계산된 카빈의 일반적인 탄도 정보.

## 적용

### 군 및 법 집행 기관 채택
2004년 말까지 6.8×43mm SPC는 특수작전에서 적군에 대해 잘 작동하는 것으로 알려졌다. 그러나 이 탄약은 일반 미군 병력에 의해 사용되지 않았다. 관계자들의 반대로 인해 광범위하게 채택되지 않았다. 6.8 SPC는 이라크에서 경험한 시가전의 짧은 거리에서 더 나은 종말 효과를 위해 설계되었다. 아프가니스탄에서 교전이 격화되기 시작하면서 교전 거리가 더 길어졌고, 6.8 SPC는 그곳에서 약점을 보였다. 실험에 따르면 비교적 짧은 6.8mm 탄환은 더 긴 거리에서 비효율적이 되었다. 2007년에는 미국 특수작전사령부와 미국 해병대 모두 병참 및 비용 문제로 인해 6.8mm 구경 무기를 배치하지 않기로 결정했다.
연방 및 지역의 여러 주요 법 집행 기관이 이 탄약을 평가했다는 소문이 많지만, 미국 마약단속국은 개별 요원들이 6.8mm 레밍턴 SPC를 사용하는 M6A2 D-DEA를 정식 근무용 무기로 구매하는 것을 허용했다. 2010년 요르단 국영 무기 제조업체 KADDB는 요르단군을 위해 6.8mm 소총과 카빈을 생산할 것이라고 발표했다. 또한 LWRC, 맥풀, 앨리언트 테크시스템스와 사우디아라비아 왕실 근위대 사이에 약 36,000정의 Six8 PDW와 미공개 수량의 ATK/페더럴 XD68GD (90그레인 골드 도트 "훈련용" 탄약) 및 LWRC Six8 전용 맥풀 6.8 피매그에 대한 계약이 있다.

#### 반자동 작동
AR-15의 6.8mm 레밍턴 SPC 탄약 버전를 제공한 최초의 주요 제조업체는 배럿 파이어암스 컴퍼니로, 배럿 M468을 선보였고 나중에 REC7을 내놓았다. 2007년까지 민간 총기 시장을 위한 AR-15형 소총의 대부분의 주요 제조업체들은 이 구경의 소총을 제공하고 있었다. 이 탄약에 맞는 전용 AR 상부 리시버 어셈블리는 다니엘 디펜스를 포함한 여러 소규모 회사에서 생산한다. 루거 파이어암스는 더 이상 루거 SR-556 피스톤 구동 AR-15 변형용 6.8mm 총기를 생산하지 않는다. 스태그 암스의 헌터 및 전술 모델은 더 높은 압력의 탄약을 수용하기 위해 최신 약실(SPC II)과 지정된 강선 회전율을 사용하며, 왼손잡이용 상부 리시버도 제공한다. 록 리버 암스는 LAR-6.8 X 시리즈 소총과 상부 리시버를 가지고 있다. 마이크로테크 스몰 암스 리서치는 6.8mm 슈타이어 AUG 버전을 제공한다. 로빈슨 아머먼트 컴퍼니는 6.8mm XCR-L을 제공하며, 6.8mm, 5.56mm, 7.62×39mm 사이에서 쉽게 변환할 수 있다. 부시마스터는 2018년 10월부터 6.8 SPC II 변환 키를 시장에 내놓았다. 루거 파이어암스는 몇 년 동안 미니-14 랜치 소총에 이 탄약을 사용했지만, 현재는 단종되었다.

## 같이 보기
- .224 발키리 및 .22 PDK, 6.8 SPC 파생 탄약
- 6mm ARC
- 6mm SAW, 7.62×51mm 및 5.56×45mm 탄약과 비슷한 성능을 내도록 개발된 탄약
- .277 퓨리
- .280 브리티시, 1940년대 영국에서 개발된 유사 탄약
- .276 페더슨, 1923년 미국에서 개발된 유사 탄약
- .277 울버린, 5.56×45mm 탄피를 기반으로 한 6.8mm AR-15 와일드캣
- AR 플랫폼 탄약 목록
- 미국 군대의 개인 화기 목록